# Грибановська
Гриба́новська (рос. Грибановская) — присілок у складі Афанасьєвського району Кіровської області, Росія. Входить до складу Ічетовкінського сільського поселення.
Населення становить 2 особи (2010, 3 у 2002).
Національний склад станом на 2002 рік — росіяни 100 %.